# Jerevans statliga universitet

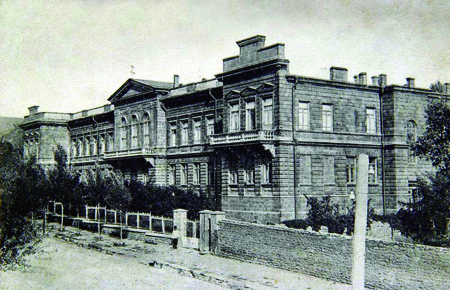
Jerevans statliga universitets första byggnad vid Abovjangatan idag inrymmande universitetets respektive fakulteter för teologi, historia och företagsekonomi

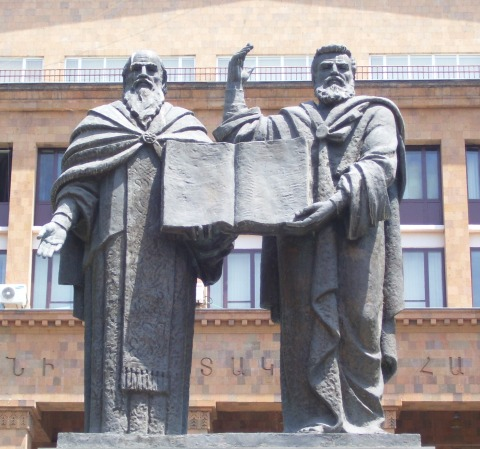
Statyerna över Mesrop Masjtots och Sahak Partev av Ara Sargsian från 2002 vid huvudbyggnadens entré

Jerevans statliga universitet (armeniska: Երևանի Պետական Համալսարան, Jerevani Petakan Hamalsaran) är ett universitet i Jerevan i Armenien. Det grundades 1919 och är Armeniens största universitet. Det höll i början till i handelsskolans i Alexandropol lokaler.
Under sitt första år hade universitetet en enda fakultet, i historia och språk, med 32 lärare och 262 studenter. År 1920 omlokaliserades universitetet till Jerevan och inhystes i det tidigare Jerevans lärarseminarium vid Abovjangatan, som ritats av Vasili Mirzojan och som idag inrymmer universitetets respektive fakulteter för teologi, historia och företagsekonomi. 
Efter Sovjetrysslands övertagande av den kortlivade första republiken i december 1920 omdöptes universitetet till "Jerevans folkuniversitet". I slutet av 1921 hade det fem fakulteter: fysik, samhällsvetenskap, orientaliska studier, jordbruksvetenskap och teknologi. År 1922 tillkom fakulteter för medicin och pedagogik och 1923 en fakultet för arbetsvetenskap. 
År 1923 döptes universitetet om till "Armeniska socialistiska sovjetrepublikens statliga universitet". År 1930 avknoppades flera fakulteter och blev de självständiga universiteten Armeniens nationella arkitektur- och byggnadsuniversitet, Jerevans statliga medicinska universitet, Armeniens pedagogiska universitet samt Armeniens lantbruksuniversitet.
Under Stalin-perioden namngavs universitetet efter den sovjetiske utrikesministern Vjatjeslav  Molotov och vid avstaliniseringen återfick det namnet Jerevans statliga universitet. 
Byggande av ny huvudbyggnad skedde under 1950-talet på mark mellan Mravyangatan (idag Alex Manoogiangatan) och Tjarentsgatan, nordöst om Ringparken. Byggnaden ritades av Edmond Tigranjan.
Efter Armeniens självständighet öppnades en filial i Idzjevan 1994. 
I november 2014 omorganiserades universitet till en stiftelse. 